# العماشي (حبيش)

تعديل مصدري - تعديل

العماشي محلة تابعة لقرية النظارى، التابعة لعزلة بني شبيب بمديرية حبيش إحدى مديريات محافظة إب في الجمهورية اليمنية، بلغ تعداد سكانها 77 حسب تعداد اليمن لعام 2004.